# Bjanka (luna)
Bjanka  je Uranov satelit. 

## Odkritje in imenovanje
Luno Bjanko je odkril Bradford A. Smith 23. januarja 1986 na posnetkih, ki jih je naredil Voyager 2. Takrat je dobila začasno oznako S/1986 U 9
.
Uradno ime je  dobila po Bjanki, sestri Katarine, iz Shakespearjeve komedije Ukročena trmoglavka.
Spada v  »Porcijino skupino« lun, ki imajo podobne tirnice in fotometrične lastnosti. V to skupino spadajo še Kresida, Desdemona, Julija, Porcija, Rozalinda, Belinda, Kupid in Perdita.

## Lastnosti
O luni Bjanki je znana samo tirnica , premer  in albedo. Njena gostota je okoli 1,3 g/cm³, kar je manj kot gostota Zemlje. To kaže na to, da jo sestavlja v veliki meri tudi vodni led. Njena površina je zelo temna (albedo je 0,08). Težnostni pospešek na površini je komaj 0,0083 m/s².